# NGC 14
NGC 14 este o galaxie neregulată din constelația Pegas. A fost descoperită pe 18 septembrie 1786 de William Herschel.

## Vezi și
- NGC 13
- NGC 15